# 2024年の競輪
2024年の競輪（2024ねんのけいりん）では、2024年（令和6年）の競輪関連の記述と、GP・GI・GII・GIIIを中心としたレースの優勝者及び、獲得賞金ランキング30位までの選手等をまとめる。
2023年の競輪 - 2024年の競輪 - 2025年の競輪

## できごと
広報活動、記録、人事、実施（開始）・終了、その他事象　※記載の級班はできごと当日時点

### 1月
- 05日 - 【広報】 JKAが、2023年（1月 - 12月）の競輪選手賞金取得状況を公表[1]。賞金王は松浦悠士（広島・98期、SS）で2億5270万7900円[2]、賞金女王は佐藤水菜（神奈川・114期、L1）で2903万8000円[3]であった（いずれも初）。新人では、男子（123期）は浮島知稀（群馬、A2）がトップで885万6000円、女子（124期）は竹野百香（三重、L1）がトップで638万4000円であった[4]。また、2023年は前年同様に賞金の増額があったことで、12月31日時点での全登録選手2380名の平均取得額は1407万9345円（女子選手191名のみでは916万9054円）となり[5]、それまで過去最高だった1998年の1315万4744円を上回り、25年ぶりに過去最高額を更新した[6]。1億円以上取得者は6名と前年より1名減少したものの、1000万円以上取得者は1602名（うち女子は50名程度）となり2005年以来18年ぶりに1600人台となった（全2380名のうち67.3%。ちなみに2005年は全3736名のうち1633名であり43.8%であった）[7][8]。
- 15日 - 【人事】 現役最年長選手であった森江信行（広島・49期、A3）が、選手登録消除され引退[9]。晩年は競走成績不振による代謝制度の対象となり、2023年12月21日の久留米FII（ナイター）最終日第1レース（チャレンジ一般）6着をラストレースとした[10]。なお、森江の引退により、日本競輪選手養成所（旧日本競輪学校）40期台の選手は全員が引退した。翌16日以降での現役最年長選手は、佐々木浩三（佐賀・50期、A2）。
- 18日 - 【広報】 日本競輪選手養成所が、第127回選手候補生（男子）・第128回選手候補生（女子）の一般入所試験合格者を発表[11]。第127回選手候補生（男子）では市田佳寿浩（福井・76期、引退）を父に持つ市田龍生都、川村晃司（京都・85期、S2）を父に持つ川村竣輝ら72名が、また第128回選手候補生（女子）では北津留翼（福岡・90期、S1）を父に持つ北津留千羽ら20名が、それぞれ合格した[12][13][14]。
- 22日 - 【広報】【実施】 JKAが、「令和6年能登半島地震復興支援競輪」の実施を発表[15]。2月[16]からの開催で実施する（グレードレースは全ての開催・FI・FIIは一部の開催）。
- 23日 - 【広報】 JKAが、2023年競輪表彰選手を発表[17][18][19]。
  - 男子選手においては、最優秀選手賞は、1997年の神山雄一郎（栃木・61期、S2）以来となる年間GI3大会優勝の古性優作（大阪・100期、SS）が2年ぶり2回目の受賞。優秀選手賞は、KEIRINグランプリ2023優勝そして年間賞金王となった松浦悠士（広島・98期、SS）、第66回オールスター競輪でGI初優勝そして第65回朝日新聞社杯競輪祭とで年間GI2大会優勝の眞杉匠（栃木・113期、SS）、第77回日本選手権競輪でGI初優勝の山口拳矢（岐阜・117期、SS）の3名が受賞。このほか、優秀新人選手賞（119期・121期・123期が対象）はヤンググランプリ2023優勝の太田海也（岡山・121期、S2）が、特別敢闘選手賞は年間GI4大会で決勝戦に進出した脇本雄太（福井・94期、SS）が、自転車競技で活躍した選手が対象となる国際賞は窪木一茂（福島・119期、S2）、中野慎詞（岩手・121期、S2）、橋本英也（岐阜・113期、A2）、太田海也、小原佑太（青森・115期、S1）、山崎賢人（長崎・111期、S1）が、それぞれ受賞した。また、現役最多となる通算900勝を達成した神山雄一郎が特別賞を受賞した。
  - 女子選手においては、最優秀選手賞は、ガールズグランプリ2023優勝そして年間賞金女王となった佐藤水菜（神奈川・114期、L1）が初受賞。優秀選手賞は、ガールズケイリン初のGIであった第1回パールカップ優勝の児玉碧衣（福岡・108期、L1）、同じくGIである第1回競輪祭女子王座戦優勝の梅川風子（東京・112期、L1）の2名が受賞。このほか、優秀新人選手賞（120期・122期・124期が対象）はガールズグランプリ2023に初出場した吉川美穂（和歌山・120期、L1）が、特別敢闘選手賞は同じくガールズグランプリ2023に初出場した久米詩（静岡・116期、L1）が、自転車競技で活躍した選手が対象となる国際賞は内野艶和（福岡・120期、L1）、佐藤水菜、梅川風子、太田りゆ（埼玉・112期、L1）が、それぞれ受賞した。また、坂口楓華（愛知・112期、L1）と尾方真生（福岡・118期、L1）が優勝記録更新選手賞を受賞した。
- 26日 - 【記録】 石井寛子（東京・104期、L1）が、岐阜FI2日目第6レース（ガールズ予選２）で勝利し、ガールズケイリン史上初となる通算600勝を達成[20]。
- 28日 - 【記録】 いわき平開設71周年記念「いわき金杯争奪戦」（GIII）が閉幕。総売上額は目標額（52億円）を大きく上回る66億2906万4300円[21]となり、年始に行われる記念以外のGIIIで売上額が65億円を突破したのは、2016年2月の静岡開設63周年記念以来約7年11か月ぶりの事になった。
- 28日 - 【記録】 原田研太朗（徳島・98期、S1）が、名古屋FI（ナイター）初日第8レース（予選）で勝利し、通算500勝を達成。S級創設（1983年4月）以降女子（4人）も含めて通算53人目の記録で[22]、登録日から13年8か月27日（登録日を含まない）での達成。後日、JKAより表彰予定[23]。
- 29日 - 【記録】 石井貴子（千葉・106期、L1）が、佐世保FII（ミッドナイト）2日目第2レース（予選２）で勝利し、通算300勝を達成[24][25]。ガールズケイリンでは通算11人目の記録。
- 30日 - 【記録】 日本競輪選手養成所にて前日29日から2日間かけて行われた第125回生（男子）・第126回生（女子）第3回卒業認定記録会において、男女合わせて過去最多となる12名ものゴールデンキャップ獲得者が誕生。第125回生（男子）は、中石湊（2回目）、森田一郎（2回目）、今井希、山崎歩夢、岩元叶馬、角田光、瀧川幸広、塩島嵩一朗の各候補生8名で、2021年の第121回生（男子）・第122回生（女子）第2回卒業認定記録会、2022年の同第3回卒業認定記録会と並ぶ最多タイ。第126回生（女子）は、仲澤春香（2回目）、中島瞳、髙木萌那（適性試験合格者）、大浦彩瑛（適性試験合格者）の各候補生4名で、過去最多となった[26][27][28]。→ 2021年9月10日、2022年1月18日
  - その後、2月5日から6日にかけて行われた「第3回記録会に準ずるタイム測定」（第3回記録会を欠席した候補生を対象に行われた追試）にて、第125回生の阿部英斗候補生がゴールデンキャップ（2回目）を獲得。これにより、先日の第3回記録会とで第125回生は9名（女子の第126回生4名と合わせると過去最多となる13名）がゴールデンキャップを獲得した[29]。
- 31日 - 【人事】 田口梓乃（山口・102期、L1）が、令和5年度行政書士試験に合格[30]。今後も競輪選手としてガールズケイリンにも出走する[31]ほか、行政書士としては4月より『カバチタレ!』原作者でもある田島隆の田島海事法務事務所（広島県呉市）に入所しており、同所で実務修習を受けている[32]。

### 2月
- 04日 - 【記録】 静岡開設71周年記念「たちあおい賞争奪戦」（GIII）が閉幕。総売上額は目標額（58億円）を大幅に上回る70億4417万6400円[33]となり、年始・ゴールデンウイーク・お盆以外の時期に行われる以外の記念競輪で売上額が70億円を突破したのは、2014年の同場開設61周年記念以来10年ぶりの事になった。
- 07日 - 【広報】【実施】 JKAが、2024年度上半期（4月 - 9月）の開催日程を公表。また、新規でのミッドナイト競輪実施場や開催名称変更なども合わせて発表。主なものは、以下の通り[34][35]。
  - 熊本地震による被災で長期間本場開催を休止していた熊本競輪場について、2024年7月20日からのFI開催にて本場開催を再開。
  - 岐阜競輪場と熊本競輪場にて、ミッドナイト競輪を開始予定。岐阜競輪場では5月4日からのFIIで、熊本競輪場では9月（日程未定）の開催で、それぞれ開始予定。岐阜は全国で32場目、熊本は同33場目となる。また、岐阜では7月22日からのFIでナイター競輪を開始予定。
  - GII・共同通信社杯について、第40回大会（9月13日 - 16日・宇都宮）から2008年以来16年ぶりに共同通信社杯競輪に開催名称を変更。
  - TIPSTAR DOME CHIBAを除く全国の競輪場で唯一ガールズケイリンを未開催であった小松島競輪場にて、6月26日からのFI開催で初のガールズケイリンを開催予定。
- 12日 - 【記録】 岐阜競輪場で行われた第39回読売新聞社杯全日本選抜競輪（GI）が閉幕。総売上額は目標額（95億円）を大きく上回る103億5990万6600円[36]となり、4日制のGIで売上額が100億円を突破したのは、2015年の第30回読売新聞社杯全日本選抜競輪以来9年ぶりの事になった[37]。
- 21日 - 【記録】 鈴木美教（静岡・112期、L1）が、西武園FII（ミッドナイト）で完全優勝し、通算300勝を達成。ガールズケイリンでは通算12人目（表彰対象としては通算7人目）の記録。デビューから6年7か月3日（デビューの日を含まない）での達成であった[38][39]。
  - その後、3月14日に伊東温泉競輪場で開幕したGIII「大阪・関西万博協賛競輪」での開会式で、選手宣誓のあと300勝達成報告会（表彰式とは別）が併せて行われた[40]。また、規程に基づき、改めて表彰式が6月1日に伊東温泉競輪場にて行われた[41]。

### 3月
- 01日 - 【記録】 平原康多（埼玉・87期、S1）が、玉野記念2日目第8レース（二次予選）にて勝利し、通算500勝を達成。S級創設（1983年4月）以降女子（4人）も含めて通算54人目の記録で、登録日から21年9か月（デビュー日を含まない）での達成[42]。
  - その後、規程に基づき、5月22日に西武園競輪場にて表彰式が行われた[43]。また併せて、日本選手権競輪優勝報告会も行われた[44]。
- 01日 - 【実施】 JKAが、審判判定用映像のデジタル化及び録画再生装置の機能向上が図られたことに伴う、走路審判員の執務体制を変更することを発表。2024年4月1日の開催から実施する。具体的な内容は、以下の通り[45][46]。
  - 第2コーナー及び第3コーナー走路審判塔における走路審判員の執務場所を、それまでの走路審判塔からフィールドレベルの競走路内側に変更。
  - 競走中に失格の疑いがある審議事象が発生した場合、従来は走路審判塔における走路審判員による赤旗の掲示及び審議ランプの点灯により表示していたが、今後はスタンド内決勝審判室から場内に向けて赤旗を掲示。
- 06日 - 【実施】 競輪公式投票CTC（競輪電話投票サービス）が、システム更改に伴い当日投票・前日投票・情報案内における電話番号の中4桁を変更[47][48]。
- 08日 - 【事象】 会員制場外車券売場「サテライト名古屋」（愛知県名古屋市中区）が、経営不振により24日をもって車券発売を終了し閉館する事を発表[49][50]。「サテライト名古屋」は過去にも同様に経営不振により一時休館したことがあったが[51]、再開後も経営不振が続き収益黒字化の見込みが立たないことから最終的に閉鎖を決定した。なお、その後は31日まで払戻業務のみを行う[52]。→ 2019年11月29日
- 18日 - 【実施】 JKAが、3月から5月の一部の開催において、日中開催とナイター開催とのレース時間帯の重なりや、複数レースの同時刻発走を解消する『競輪スマートリレー』を実施することを発表。3月においては、25日から27日の開催が対象で、発走時刻を、日中の宇都宮FIでは最終レースを15:30に、玉野FIでは最終レースを15:45に、ナイターの四日市FIIでは第1レースを15:55に、川崎FIでは第1レースを16:05に、それぞれ設定し重複を避ける[53]。
- 25日 - 【実施】 JKAが、第163回競輪最高会議において、2025年度特別競輪（GP・GI・GII）の開催場・日程が決定したことを発表[54]。当該年度ではGI初開催となる競輪場はないが、熊本競輪場では14年ぶりのGI開催（2026年2月に当地では19年ぶり3度目となる全日本選抜競輪＜第41回＞を開催予定）が、函館競輪場では13年ぶりのGI開催（2025年8月に当地では初開催となるオールスター競輪＜第68回＞を開催予定）がそれぞれ行われるほか、KEIRINグランプリ（KEIRINグランプリ2025）は平塚競輪場での開催（3年ぶり10回目）が決定した[55]。

### 4月
- 01日 - 【広報】 JKAが、2023年度の競輪（PIST6も含む）における総売上額（速報値）を発表。総車券売上高は1兆1892億4817万7600円で、1兆907億7929万200円であった前年度比で109.0%として2年連続1兆円超え、かつ10年連続の増加となった[56][57][58]。
  - その後、4月15日に全国競輪施行者協議会が確報値を発表。総車券売上高は1兆1892億4817万7600円（PIST6を含む。前年度比109.0%）、1日平均車券売上高4億3610万1300円（同比107.6%）で、うち本場車券売上高137億8438万9700円（同比93.2%）、場外車券売上高2076億3633万900円（同94.0%）、電話投票売上高9678億2745万7000円（重勝式を含む。同113.2%）、電話投票利用者数1億5999万5614人（同110.3%）となり、電話投票・インターネット投票が大きく伸びた一方、本場での売り上げは減少した。ただ、本場入場者数は171万6126人（同100.9%）で微増となった[59]。
  - ＜参考＞JKAが、同じくオートレースの2023年度の総車券売上高を発表。総車券売上高は1091億3117万円となり、3年連続で1000億円を突破。1075億4718万7700円であった前年度比で101.5%であった[60]。
  - ＜参考＞BOAT RACE振興会が、ボートレースの2023年度の総舟券売上高を発表。総舟券売上高は2兆4220億1244万400円となり、2兆4142億4689万1800円であった前年度比で100.3%と微増に留まったが過去最高を更新した。このうち、電話投票での売上高は1兆9010億6509万円であり、こちらは1兆8754億5354万2000円であった前年度比で101.3%と伸ばした[61]。
- 02日 - 【実施】 日本競輪選手会が、第72回全日本プロ選手権自転車競技大会を2025年5月26日に青森競輪場で開催することを発表（青森競輪場では7年ぶり3度目）。なお、併せてその前日の24日、前々日の25日の2日間で全日本プロ選手権自転車競技大会記念競輪を同場で開催する[62]。
- 10日 - 【記録】 小林優香（福岡・106期、L1）が小倉FII（ミッドナイト）初日第2レース（予選１）で1着となり、通算300勝を達成[63]。ガールズケイリンでは通算13人目の記録。
- 11日 - 【人事】 1994年の第37回オールスター競輪優勝者である出口眞浩が選手登録消除され、現役引退（公示は15日付）。GI（当時は特別競輪）を優勝するも同年のKEIRINグランプリには出場できず、以後KEIRINグランプリには一度も出場することなく引退した（詳細は本人の項目を参照）。通算戦績は2536戦306勝、優勝33回（うちGI1回）[64]。
- 12日 - 【事象】 渡邉藤男（栃木・57期、A2）が、トレーニングの一環で訪れていた栃木県宇都宮市田野町にあるトレーニング施設の低圧室を利用していたところ、中で装置の操作をしていた施設関係者である53歳の女性とともに意識を失った状態で発見された。病院に搬送されるも重体となり、治療を受けていたが二週間後の28日夜に死亡した[65][66][67][68]。57歳没（享年59）。
  - 5月2日、選手登録消除。通算戦績は3179戦258勝、優勝10回。

### 5月
- 05日 - 【記録】 いわき平で行われた第78回日本選手権競輪（GI）が閉幕。最終日の入場者数は1万1645人を記録。静岡以外でのGI最終日の入場者数1万人超えは、岸和田で行われた2009年3月8日の第62回日本選手権競輪最終日（1万1671人）以来15年ぶりだった。なお、シリーズ六日間全体の総入場者数は3万5376人であった[69]。
- 12日 - 【記録】 富永益生（愛知・66期、A1）が、富山FII初日第9レース（特予選）にて勝利し、通算500勝を達成。S級創設（1983年4月）以降女子（4人）も含めて通算55人目の記録で、登録日から33年10か月11日（登録日を含まない）での達成[70]。
  - その後、規程に基づき、7月27日に豊橋競輪場において通算500勝表彰式が執り行われた[71]。
- 19日 - 【記録】 16日より19日まで函館競輪場にて開催されたGIII・開設74周年記念「五稜郭杯争奪戦」（ナイター）において、4日間の総売上額が55億5057万1300円[72]となり、ナイターGIIIとして初めて55億円を突破しナイターのGIII総売上額の新記録を樹立。なお、従来のナイターGIIIの総売上額トップは、2022年5月14日 - 17日の日程で函館にて行われたGIII・開設72周年記念の54億7528万6900円であった。→ 2022年5月17日
- 22日 - 【記録】 青森FII（ミッドナイト）3日目第1レース（ガールズ一般）において、⑦猪子真実 - ⑤浜地晴帆 - ④佐藤友香で3連単が144万5400円の高配当となり[73]、ガールズケイリンにおける3連単払戻金最高額記録を更新[74]（それまでは2015年7月12日の高知FII第2レースで記録した142万6550円[75]）。全210通り中の208番人気であった[76]。ちなみに2車単⑦ - ⑤も9万6870円で全42通り中の39番人気[73]、払戻金も歴代9位の記録であった[75]。
- 31日 - 【記録】 加瀬加奈子（新潟・102期、L1）が、自身の誕生日であった31日、44歳0か月で小倉FII（ミッドナイト）を優勝。2023年11月26日に高橋梨香（埼玉・106期、L1）が記録した、43歳10か月29日でのガールズケイリン最年長優勝記録を更新した[77]。 → 2023年11月26日

### 6月
- 03日 - 【記録】 北津留翼（福岡・90期、S1）が、玉野FI（ナイター）初日第12レース（特選）で勝利し、通算500勝を達成。S級創設（1983年4月）以降女子（4人）を含めて通算56人目の記録で、登録日から19年1か月2日（登録日を含まない）、通算1620戦目での達成であった[78][79]。
  - その後、規程に基づき、2025年2月2日に小倉競輪場にて表彰式が行われた[80]。
- 12日 - 【記録】 第75回高松宮記念杯競輪（岸和田）にて、香川雄介（香川・76期、S1）が2日目第2レース（西日本一次予選1）に出場し高松宮記念杯競輪連続25回出場記録を達成。また、小倉竜二（徳島・77期、S1）が同じく2日目第2レースに出場し同連続20回出場記録を達成。これを記念して初日開会式にて表彰式が行われ、両名に対しJKAより記念のメダルが贈呈された[81]。
- 12日 - 【記録】 浅井康太（三重・90期、S1）が、第75回高松宮記念杯競輪（岸和田）2日目第2レース（西日本一次予選1）で勝利し、通算500勝を達成。S級創設（1983年4月）以降女子（4人）を含めて通算57人目の記録で、登録日から19年1か月11日（登録日を含まない）での達成であった。
  - その後、規程に基づき、9月28日に四日市競輪場にて表彰式が行われた[82]。
- 14日 - 【事象】 日本競輪選手養成所が、早期卒業認定委員会を開催し、5月下旬に実施した第1回記録会においてゴールデンキャップを獲得し、かつ1000ｍタイムトライアルにおいて「日本競輪選手養成所選手候補生の養成期間の短縮（早期卒業）に関する規則」の別表に定める基準を満たした市田龍生都第127回選手候補生（男子）1名を、早期卒業候補者として選定。市田候補生は今後行われる補講の受講に加え、養成所が実施する所定の試験及び12月に実施予定の2024年度第1回競輪選手資格検定に合格することを条件に、年内での早期卒業が認められ、通常より早く2025年1月デビューとなる（なお、養成所における早期卒業者は、過去にいずれも男子で4名誕生している）[83]。
- 16日 - 【記録】 第75回高松宮記念杯競輪において、北井佑季（神奈川・119期、S1）が優勝。北井は元Jリーガーであり、プロサッカー出身選手としては初のGI優勝を果たした[84]。
- 26日 - 【実施】 小松島競輪場が、ガールズケイリンを初開催（当日は小松島FI初日）。小松島では女子選手用の施設の整備が遅れていたためTIPSTAR DOME CHIBAを除いて全国の競輪場で唯一ガールズケイリンの開催実績がなかったが、女子選手用宿舎が竣工するなど設備が整ったことで、ガールズケイリン開始から12年目にしてようやくガールズケイリン開催に漕ぎつけた[85]。なお、初日は第6レース（ガールズ予選１）で石井貴子（千葉・106期、L1）が、第7レース（同）で児玉碧衣（福岡・108期、L1）が、それぞれ勝利し、最終日決勝戦では奥井迪（東京・106期、L1）が優勝した[86]。

### 7月
- 09日 - 【実施】 熊本市が、熊本地震により甚大な被害を受け長期間開催休止中であった熊本競輪について、再建工事の完了により、7月20日を初日とするFI開催「令和6年能登半島地震復興支援競輪　熊本競輪再建記念FI」から本場開催を再開することを正式に発表。また併せて、9月21日より全国で33場目となるミッドナイト競輪を開催することも発表した[87]。
- 09日 - 【記録】 加瀬加奈子（新潟・102期、L1）が、44歳1か月9日で弥彦FII（ミッドナイト）を優勝（通算56回目）。5月31日に自身が記録した、44歳0日でのガールズケイリン最年長優勝記録を再度更新した[88][89]。 → 5月31日
- 14日 - 【記録】 古性優作（大阪・100期、SS）が、第20回サマーナイトフェスティバル（松戸）2日目第10レース（準決勝）で3着となり、通算取得賞金額が1,000,034,322円となり、10億円を突破。10億円突破はKEIRINグランプリ2023優勝時の松浦悠士（広島・98期、SS）以来通算40人目、現役選手としては21人目の記録となった[90][91][92]。
- 15日 - 【記録】 13日より15日まで松戸競輪場にて開催されたGII・第20回サマーナイトフェスティバルにおいて、3日間の総売上額が64億6833万2900円（ガールズケイリンフェスティバル2024の総売上額も含む。目標額は55億円）となり[93]、それまで第16回大会（2020年・いわき平競輪場）で記録した総売上額57億4570万8300円を大きく上回り、売上新記録を達成[94]。なお、サマーナイトフェスティバルは、次回の第21回大会（玉野競輪場）からは4日間開催に変更されることになっている。
- 16日 - 【実施】 佐世保競輪場にて、初となるミッドナイト競輪GIIIを開催。優勝者は松本貴治。ただ、売上目標27億円に対し、3日間の総売上額は24億2699万6000円に留まり、目標額には達しなかった[95]。
- 17日 - 【記録】 齋藤登志信（宮城・80期、S2）が、立川FI2日目第6レース（一般）で勝利し、通算500勝を達成。S級創設（1983年4月）以降女子（4人）を含めて通算58人目の記録で、登録日から27年0か月28日（登録日を含まない）、通算2227戦目での達成であった[96]。
  - その後、規程に基づき、12月1日にいわき平競輪場において山崎芳仁（福島・88期、S1）とともに通算500勝表彰式が執り行われた[97]。
- 20日 - 【実施】 熊本地震の影響により長らく本場開催を休止していた熊本競輪場が、2016年3月6日以来8年4か月ぶりに本場開催（FI）を再開[98]。開催初日の入場者数は2,993人を記録した[99]。

### 8月
- 01日 - 【広報】【実施】 JKAは、2024年12月31日を節初日とする開催（2025年上期）から、男子選手のユニフォームとヘルメットカバーを刷新することを発表。デザイン変更は2002年4月以来22年ぶりであり、まず12月28日からの「寺内大吉記念杯競輪」（静岡競輪場）にて先行着用する。さらに、S級S班のオリジナルユニフォームとレーサーパンツもリニューアルされる。新デザインは12月中旬ごろに発表予定。なお、S級S班を除くレーサーパンツはデザイン変更の対象外である[100]。→ 12月11日
- 02日 - 【人事】 第54回日本選手権競輪（2001年）を制覇した稲村成浩（群馬・69期、A1）が、引退手続きを取ったことが判明。50歳を過ぎてもS級1班に在籍するなど長く活躍したが、晩年は腰痛と膝痛に悩まされたこともあり、4月23日の西武園記念最終日第2レース（一般）2着となったのを最後に以降は全て欠場し、6月に引退を決意した[101][102][103]。
  - 8月9日、選手登録消除。通算戦績は2336戦472勝、優勝72回（うちGI1回）。通算取得賞金は11億2255万6677円[101]。8月18日に前橋競輪場にて引退報告会を行った[103]。
- 11日 - 【記録】 高橋梨香（埼玉・106期、L1）が、44歳7か月14日で大垣FIIを完全優勝。7月9日に加瀬加奈子（新潟・102期、L1）が記録した、44歳1か月9日でのガールズケイリン最年長優勝記録を更新した[104]。 → 7月9日
- 13日 - 【記録】 諸橋愛（新潟・79期、S1）、平原康多（埼玉・87期、S1）、岩津裕介（岡山・87期、S1）、山崎芳仁（福島・88期、S1）の4名が、第67回オールスター競輪にてオールスター競輪連続20回出場記録を達成。開会式において表彰され、JKAより記念のメダルが贈呈された[105]。
- 17日 - 【記録】 山崎芳仁（福島・88期、S1）が、GI・第67回オールスター競輪（平塚競輪場）5日目第5レース（特選二）で勝利し、通算500勝を達成。S級創設（1983年4月）以降女子（4人）を含めて通算59人目の記録で、登録日から21年3か月16日、通算1597戦目での達成であった[106]。
  - その後、規程に基づき、12月1日にいわき平競輪場において齋藤登志信（宮城・80期、S2）とともに通算500勝表彰式が執り行われた[97]。
- 18日 - 【記録】 13日より18日まで平塚にて開催されたGI・第67回オールスター競輪（ナイター）において、6日間の総売上額が154億5641万400円[107]となり、ナイター競輪として初めて150億円を突破しナイターのGI総売上額の新記録を樹立。また、同年の日本選手権競輪の売上を40年ぶりに上回った。
- 27日 - 【事象】 小田原競輪開設75周年記念GIII「北条早雲杯争奪戦」を、郡司浩平が連覇。決勝で脇本雄太に対して地元の神奈川勢6人と千葉1人が結束した、異例の7車ラインが話題となった[108][109][110][111]。
- 30日 - 【実施】 全国競輪施行者協議会が、2025年度のGIIIなどの開催日程を発表[112]。主な施策は以下の通り[113][114]。
  - （前年度より継続）同一日程でグレード開催を日中・ナイターと連続開催する「GIIIリレー開催」を実施。
  - （前年度より継続）4日制GIIIナイターを実施（6場で計9節開催）。
  - （前年度より継続）ミッドナイトGIIIを2場で施行実施。
  - （新設）7月の平日に京王閣にて、9車立て3日制GIII2節を試行実施[115]。
  - （新設）「愛知・名古屋アジア・アジアパラ競技大会協賛競輪」を1年間開催予定。
  - （新設）自転車トラック競技で国際大会での活躍を目指す選手の育成・強化を目的とした、「ワールドサイクリスト支援競輪」の新設。
- 30日 - 【実施】 JKAが、2025年度の新規施策を発表。主な施策は以下の通り[116][117]。
  - 競輪未経験者や初心者の方に対して分かりやすいレースを提供するため、男子においても先頭固定競走（インターナショナル）レースを試行実施。愛称は「KEIRIN ADVANCE（ケイリン　アドバンス）」とし、4月19日 - 21日の伊東温泉、青森を皮切りにミッドナイト6開催で実施予定。ガールズケイリンで採用している先頭固定競走（インターナショナル）レースと同様、「7車立て」「ラインなし」「予選はポイント制」のルールによる勝ち上がり戦とし（ルールの詳細はこちらを参照）、S級とA級1・2班で実施。なお、競走得点や失格点、違反点は競輪同様に付与すること、（ミッドナイト競輪で行うため）車番編成は競走得点順とすること、A級戦では特別昇級の対象とするなど先頭固定競走（オリジナル）と共通する部分もあるが、「競輪とは異なるオリジナルユニフォームで行う」「（ラインがないレースの特性から）選手の並び等の前日コメントはなし」など先頭固定競走（オリジナル）とは異なる部分もある[118]。
  - 「競輪ルーキーシリーズ」を見直し、男子においても先頭固定競走（インターナショナル）レースを採用。また、男子のみミッドナイト競輪でも「競輪ルーキーシリーズ」を実施。
  - 女子オールスター競輪のアンダーカードとして行われる、「競輪ルーキーシリーズプラス」[119]における出場選手の選抜基準を明確にし、①ルーキーシリーズの優勝者、②同シリーズの平均競走得点上位者から選抜する[118]。

### 9月
- 08日 - 【記録】 石井寛子（東京・104期、L1）が、小松島FII（ミッドナイト）で優勝し、ガールズケイリン選手として初の全場制覇を達成。自身にあっせんのなかった旧千葉、ガールズケイリンは開催していないTIPSTAR DOME CHIBAを除く、ガールズケイリンを開催している42場（熊本は旧500mバンク時代）全てでの優勝を果たした[120]。
  - その後、石井は9月21日から23日にかけて行われた熊本FII（ミッドナイト）で優勝したことで、熊本では旧500mバンクに加え、現行の400mバンクも制覇した[121]。
- 13日 - 【記録】 日本競輪選手養成所にて11日から3日間かけて行われた第127回生（男子）・第128回生（女子）第2回卒業認定記録会において、第127回生（男子）は市田龍生都（2回目）、杉浦颯太、野中龍之介、大塚城、邊見竜馬、三神遼矢、長野魅切、木村優駿、猿樂楓樹、尾野翔一の各候補生がゴールデンキャップを獲得し、一度に過去最多となる10名ものゴールデンキャップ獲得者が誕生した。また、第128回生（女子）においても、酒井亜樹候補生が第1回に続きゴールデンキャップを獲得、女子では史上5人目となるゴールデンキャップ複数回獲得者となった。なお、男子は400mと3000mにて、女子は400mにて、それぞれ期別平均最高タイムを更新した[122][123]。
- 18日 - 【広報】【実施】 日本競輪選手養成所が、総合トレーニング棟と候補生宿舎棟を融合した次世代型総合トレーニングセンターの工事着工に伴う起工式を実施。また併せて、新施設の計画の概要を発表した。養成所は1968年に現在地に移転して以来、既存施設は耐震補強をした程度で大規模修繕を行っておらず老朽化が進行していることに加え、山間部の丘陵地に建設したこともあって施設間の移動には高低差があり時間がかかってしまう点がネックとなっていたため、その施設間に新たに施設を建設して直結させることで移動時間の短縮を図ることとなった。新施設は2026年冬に完成予定[124][125][126]。
- 22日 - 【実施】 2022年の記念競輪終了後から大規模の改修工事を行われていた防府競輪場において、竣工式が行われた[127]。

### 10月
- 17日（現地時間） - 【記録】 山崎賢人（長崎・111期、S1）が、デンマーク・バレラップ＜英語版＞で開催されていた2024 世界選手権自転車競技大会トラックレース＜英語版＞（2日目）において、男子ケイリン＜英語版＞で優勝し、金メダルとマイヨ・アルカンシエルを獲得。日本人選手による世界選手権におけるケイリンでの金メダリストは1987年大会の本田晴美（岡山・51期、引退）以来37年ぶりの快挙となった。また、同日に行われた男子スクラッチ＜英語版＞でも窪木一茂（福島・119期、S2）が優勝し、金メダルとマイヨ・アルカンシエルを獲得。同種目で3大会連続のメダルを獲得するとともに、日本人選手として男子中距離種目で初の金メダリストとなった[128]。
- 18日（現地時間） - 【記録】 佐藤水菜（神奈川・114期、L1）が、デンマーク・バレラップ＜英語版＞で開催されていた2024 世界選手権自転車競技大会トラックレース＜英語版＞（3日目）において、女子スプリント＜英語版＞で3位となり、銅メダルを獲得。日本人選手による世界選手権における女子スプリントで初のメダリストとなった[129][130]。
- 20日（現地時間） - 【記録】 佐藤水菜（神奈川・114期、L1）が、デンマーク・バレラップ＜英語版＞で開催されていた2024 世界選手権自転車競技大会トラックレース＜英語版＞（最終日）において、女子ケイリン＜英語版＞で優勝し、金メダルとマイヨ・アルカンシエルを獲得。日本人女子選手による世界選手権におけるケイリンで初の金メダリストとなった。また、同日行われた男子スプリント＜英語版＞で太田海也（岡山・121期、S1）が3位となり、銅メダルを獲得。日本人選手による世界選手権における男子スプリントでのメダル獲得は1989年大会2位の神山雄一郎（栃木・61期、S2）、3位の松井英幸（愛知・52期、引退）以来35年ぶりであった[131]。
- 30日 - 【事象】 兵庫県に在住する女子選手が、兵庫支部所属の男性選手から性的関係を強要されたなどとして、同選手や日本競輪選手会、JKAを相手取り、慰謝料など約2100万円の損害賠償を求めて神戸地裁に提訴[132]。原告の女子選手は2021年10月、被告側の男性選手からセクハラ被害を受けたと主張、のち心的外傷後ストレス障害と診断されるなど長期休場を余儀なくされたとしている。選手会にも被害を訴えたものの、選手会は今年1月に「ハラスメントに当たるかは判断できない」、男性選手に対する処分についても「裁判で判決が出た上でないと処分出来ない」と女子選手に説明したことで[133]、今回の提訴に至った[134]。なお、この女子選手は翌31日付で選手登録を消除され引退した。
- 31日 - 【事象】【記録】 JKAが、2025年前期（1～6月）適用級班を発表。2024年前期の成績をもとに審査され、GI優勝回数歴代最多（16勝）を誇る神山雄一郎（栃木・61期、S2）がA級1班に降格することが正式に決定した。神山はデビュー翌年の1989年3月に3場所連続完全優勝を達成したことによりS級に特進して以来[135]、35年間にわたりS級在籍を続けていたが、途切れることとなった[136]。ただ、神山のS級連続在籍期間は35年9か月に及んだことで、萩原操（三重・51期、引退）が持っていた34年[137]を上回る新記録となった。

### 11月
- 02日 - 【事象】 佐世保競輪場において、豪雨の影響による電気設備の不良が発生。早急の回復の目途が立たないことから、当日を2日目とするFI（ナイター）を開催打ち切りとした[138]。また、場外発売も5日まで中止となった。
- 15日 - 【広報】【実施】 JKAが、10月に行われた世界選手権においてメダルを獲得した5名に対し、報奨金を授与すると発表。女子ケイリン金メダル、女子スプリント銅メダルの佐藤水菜（神奈川・114期、L1）には800万円を、男子ケイリン金メダルの山崎賢人（長崎・111期、S1）と男子スクラッチ金メダルの窪木一茂（福島・119期、S2）には500万円を、男子スプリント銅メダル、男子チームスプリント銅メダルの太田海也（岡山・121期、S1）には420万円を、男子チームスプリント銅メダルの小原佑太（青森・115期、S1）には120万円を（総支給額2,340万円）、それぞれ授与する[139][140]。
  - その後、19日から開幕した第66回朝日新聞社杯競輪祭において、初日第11レース終了後に報奨金授与式を行った[141]。
- 19日 - 【記録】 平原康多（埼玉・87期、S1）が、第66回朝日新聞社杯競輪祭にて競輪祭連続20回出場記録を達成。開会式において表彰され、JKAより記念のメダルが贈呈された[142]。
- 19日 - 【記録】 山口富生（岐阜・68期、S1）が、第66回朝日新聞社杯競輪祭にて第6レース（一次予選１）に出走、54歳10か月13日にてGI出場を果たし、自身が8月の第67回オールスター競輪で記録した最年長GI出場記録を更新[137]。
  - その後、24日に行われた最終日第1レース（一般）において1着となり[143]、54歳10か月18日にてGIレース最年長勝利記録も達成した[144]。

### 12月
- 11日 - 【広報】 JKAが、8月のプレスリリースで告知していた、男子選手のユニフォームとヘルメットカバーの新デザイン発表会を都内で実施。現行のガールズケイリンのユニフォームと同じく東京芸術大学の長濱雅彦教授によるデザインで、12月31日を節初日とする開催（2025年上期）から使用するが、28日から静岡競輪場で開催される寺内大吉記念杯競輪（KEIRINグランプリ2024シリーズ）にて先行して使用する[145][146]。また、30日に開催される「KEIRINグランプリ2024」より使用するS級S班選手のユニフォームについては、公式サイト『KEIRIN.JP』にてイラストが公表された[147]。なお、同レースで使用する特別デザインのユニフォームと、ガールズグランプリで使用する特別デザインのユニフォームについては、17日の共同記者会見にて発表された[148]。→ 8月1日
- 14日 - 【記録】 山原さくら（山口・104期、L1）が、いわき平FII2日目第7レース（ガールズ予選２）で勝利し、ガールズケイリンでは1月に達成した石井寛子に次いで史上2人目となる通算600勝を達成[149]。
- 17日 - 【記録】 日本競輪選手養成所にて16日から2日間かけて行われた第127回生（男子）・第128回生（女子）第3回卒業認定記録会において、男女合わせて過去最多となる26名もの候補生がゴールデンキャップを獲得（※第3回記録会では天候に左右されない屋内型のJKA250が会場であり、また男子3000m・女子2000mの長距離走は実施しないこともあり、第1回・第2回と比べるとゴールデンキャップ獲得者が出やすい素地がある）。第127回生（男子）では、三神遼矢（2回目）、長野魅切（2回目）、大塚城（2回目）、野中龍之介（2回目）、木村優駿（2回目）、邊見竜馬（2回目）、杉浦颯太（2回目）、三浦生誠、尾野翔一、藤田楓、水澤秀哉、諸隈健太郎、椎名俊介、下山聖斗、岩原健馬、上杉有弘、土井慎二、西森一稀、馬越裕之、岩辺陸、野津宏介、三澤優樹、新垣慶晃、𠮷岡優太の各候補生が、第128回生（女子）では酒井亜樹（小林優香以来女子史上2人目の3回連続。また、500mタイムトライアルは養成所新記録）、半田水晶（適性試験合格者）の各候補生が、それぞれゴールデンキャップを獲得した。なお、第1回・第2回と連続してゴールデンキャップを獲得した市田龍生都候補生は早期卒業候補者として認定を受けており、年内での早期卒業に向けた補講を受けているため第3回記録会は欠席（免除）となった[150]。
- 19日 - 【広報】 JKA及び全国競輪施行者協議会が、新しい競輪のテレビCM『家族と共に』篇を12月31日から全国で放映することを発表。従来と同様に「こんなスポーツ、他にないだろ?DRAMATIC SPORTS. KEIRIN」をテーマとしつつ、新CMは競輪選手である父親とその娘とのやりとりを通じて競輪の魅力を伝える内容としたほか、男子選手の新ユニフォームも登場する。また、CM曲はGRe4N BOYZによる「スピード」で、本作用に書き下ろした新曲となっている[151]。
- 20日 - 【事象】【人事】 日本競輪選手養成所が、予てより早期卒業候補者として選定していた市田龍生都第127回選手候補生について、所定の要件を満たしたことにより養成所早期卒業者として認定したことを発表。市田候補生は他の候補生に先駆けて年内で養成所を卒業し（早期卒業証書授与式を年内に実施）競輪選手として登録されたのち、2025年1月より他の同期に先駆けて競輪選手として本格デビューする予定（そのため、養成所卒業記念レース、競輪ルーキーシリーズには出場しない）[152]。養成所における早期卒業者は、2021年12月に中野慎詞（岩手・121期、S1）と太田海也（岡山・121期、S1）の2名が卒業して以来で、史上5人目。→ 6月14日、→ 2021年12月17日
  - その後、12月23日に養成所にて早期卒業証書授与式を挙行。同日、競輪選手として登録され、2025年1月4日からの松戸FII（ナイター）でデビューすることが決定した[153]。
- 24日 - 【人事】 神山雄一郎（栃木・61期、S2）が、同日14時から行った記者会見にて、今期限りでの現役引退を表明[154]。神山は近年は成績不振による競走得点の低下に加え失格もあったことで、2025年上期よりA級に35年ぶりに降格することが決まっており[155]、今後が注目された中であったが、引退することとなった。前日23日の取手FI最終日第7レース（一般）で1着となり、通算909勝目を達成していたが、これがラストレースとなった[156]。また、普段は選手の引退に関して記事にすることはない競輪公式サイト「KEIRIN.JP」においても、神山の引退をトピックで取り上げた[157]。ちなみに、現役選手で神山に次ぐ通算勝利数が多い選手は小嶋敬二（石川・74期、A1※次期S2）で、841勝（2024年12月24日時点）。
  - 同日、選手登録消除[158]。通算成績は2931戦909勝、優勝171回（うちGI17回※競輪祭新人王を含む）。通算獲得賞金額29億3830万1609円は歴代1位であるほか、通算909勝はS級創設（1983年4月）以降にデビューした選手としては史上初、かつ歴代1位であるなど、数々の記録を樹立・更新した[154][159]。
- 29日 - 【記録】 石井寛子（東京・104期、L1）が、同日に行われたオッズパーク杯ガールズグランプリ2024で優勝。石井は優勝賞金1430万円（副賞込み）を合わせて年間獲得賞金額を3564万4000円とし、ガールズケイリン2人目の年間3000万円突破、かつガールズケイリンにおける年間獲得賞金額新記録となった[160]。
- 30日 - 【記録】 古性優作（大阪・100期、SS）が、同日行われたKEIRINグランプリ2024で優勝。優勝賞金1億4000万円（副賞込み）を獲得し、前回大会同様、月間獲得賞金額最高記録を更新した。また、古性は、優勝賞金と合わせて年間獲得賞金額が3億8311万5596円となり、2022年に脇本雄太（福井・94期、SS）が記録した3億584万2300円を大きく上回る年間獲得賞金額新記録かつ賞金制プロスポーツによる年間獲得賞金額最高記録を達成した[161][162]。

## GP
出典：
| レース名             | 場名 | 日程           | 優勝者   | 総売上 （ ）内は対前回比                             |
| -------------------- | ---- | -------------- | -------- | ---------------------------------------------------- |
| KEIRINグランプリ2024 | 静岡 | 12月30日（月） | 古性優作 | 64億3148万7100円 総売上：142億1483万2700円（100.8%） |

## GI
出典：
| レース名                                     | 場名     | 日程                               | 優勝者   | 総売上 （ ）内は対前回比    |
| -------------------------------------------- | -------- | ---------------------------------- | -------- | --------------------------- |
| 第39回読売新聞社杯全日本選抜競輪             | 岐阜     | 02月09日（金） 〜 12日（月・休）   | 郡司浩平 | 103億5990万6600円（108.1%） |
| 第78回日本選手権競輪                         | いわき平 | 04月30日（火） 〜 5月5日（日・祝） | 平原康多 | 152億5791万4200円（107.0%） |
| 第75回高松宮記念杯競輪                       | 岸和田   | 06月11日（火） 〜 16日（日）       | 北井佑季 | 127億1252万3100円（109.1%） |
| 第67回オールスター競輪                       | 平塚     | 08月13日（火） 〜 18日（日）       | 古性優作 | 154億5641万0400円（116.9%） |
| 第33回寬仁親王牌・世界選手権記念トーナメント | 弥彦     | 10月17日（木） 〜 20日（日）       | 古性優作 | 085億7311万0300円（104.5%） |
| 第66回朝日新聞社杯競輪祭                     | 小倉     | 11月19日（火） 〜 24日（日）       | 脇本雄太 | 132億0643万8700円（100.9%） |

## GII
出典：
| レース名                         | 場名   | 日程                             | 優勝者   | 総売上 （ ）内は対前回比   |
| -------------------------------- | ------ | -------------------------------- | -------- | -------------------------- |
| 第08回ウィナーズカップ           | 取手   | 03月21日（木） 〜 24日（日）     | 脇本雄太 | 74億1965万9100円（98.6%）  |
| 第20回サマーナイトフェスティバル | 松戸   | 07月13日（土） 〜 15日（月・祝） | 眞杉匠   | 64億6833万2900円（117.8%） |
| 第40回共同通信社杯競輪           | 宇都宮 | 09月13日（金） 〜 16日（月・祝） | 眞杉匠   | 79億2687万5100円（114.8%） |
| ヤンググランプリ2024             | 静岡   | 12月28日（土）                   | 纐纈洸翔 | 08億7493万4200円（105.5%） |

## GIII
出典：
| 備考 | 備考                       | 備考 | 備考                   | 備考 | 備考                     | 備考 | 備考                         |
| ---- | -------------------------- | ---- | ---------------------- | ---- | ------------------------ | ---- | ---------------------------- |
| ※    | 「大阪・関西万博協賛競輪」 | ※※   | 「施設整備等協賛競輪」 |      |                          |      |                              |
| ★    | 「ナイター開催」           | ★★   | 「ミッドナイト競輪」   | L    | ガールズケイリン組み込み | 替   | 代替地での開催 （広島→玉野） |

| 最終日の企画レース（無印は実施せず）                                                | 最終日の企画レース（無印は実施せず）      | 最終日の企画レース（無印は実施せず） |
| ----------------------------------------------------------------------------------- | ----------------------------------------- | ------------------------------------ |
| AF = レインボーカップA級ファイナル                                                  | CF = レインボーカップチャレンジファイナル |                                      |
| NC = ルーキーチャンピオンレース                                                     | GFQ = ガールズ フレッシュクイーン         |                                      |
| R+ = 競輪ルーキーシリーズ2024プラス（男は125期＜男子＞を、女は126期＜女子＞を対象） |                                           |                                      |

|    | 場名       | 備考 | 企画 | 日程                             | 優勝者     | 総売上 （ ）内は目標額     |
| -- | ---------- | ---- | ---- | -------------------------------- | ---------- | -------------------------- |
| 25 | 大宮       |      |      | 01月05日（金） 〜 01月08日（月） | 清水裕友   | 66億5013万1900円（65億円） |
| 55 | 和歌山     |      |      | 01月11日（木） 〜 01月14日（日） | 古性優作   | 56億3452万5000円（58億円） |
| 34 | 川崎       |      |      | 01月18日（木） 〜 01月21日（日） | 郡司浩平   | 57億9739万5100円（52億円） |
| 13 | いわき平   |      |      | 01月25日（木） 〜 01月28日（日） | 新田祐大   | 66億2906万4300円（52億円） |
| 38 | 静岡       |      |      | 02月01日（木） 〜 02月04日（日） | 清水裕友   | 70億4417万6400円（58億円） |
| 71 | 高松       |      |      | 02月17日（土） 〜 02月20日（火） | 浅井康太   | 61億0396万6300円（54億円） |
| 54 | 奈良       |      |      | 02月22日（木） 〜 02月25日（日） | 三谷竜生   | 65億7749万0800円（57億円） |
| 61 | 玉野       |      |      | 02月29日（木） 〜 03月03日（日） | 松浦悠士   | 65億2470万5900円（58億円） |
| 75 | 松山       |      | NC   | 03月07日（木） 〜 03月10日（日） | 古性優作   | 64億4653万2700円（54億円） |
| 37 | 伊東温泉   | ※★L  |      | 03月14日（木） 〜 03月17日（日） | 岩本俊介   | 47億2947万5600円（47億円） |
| 84 | 武雄       | ※※   |      | 03月28日（木） 〜 03月31日（日） | 山田庸平   | 48億7981万6300円（45億円） |
| 34 | 川崎       |      |      | 04月04日（木） 〜 04月07日（日） | 嘉永泰斗   | 60億4656万00円（62億円）   |
| 74 | 高知       |      | GFQ  | 04月11日（木） 〜 04月14日（日） | 阿部将大   | 53億094万0500円（58億円）  |
| 26 | 西武園     |      |      | 04月20日（土） 〜 04月23日（火） | 眞杉匠     | 54億5933万5000円（55億円） |
| 84 | 武雄       |      |      | 05月11日（土） 〜 05月14日（火） | 深谷知広   | 51億5583万7000円（53億円） |
| 11 | 函館       | ★    |      | 05月16日（木） 〜 05月19日（日） | 古性優作   | 55億5057万1300円（50億円） |
| 22 | 前橋       |      | AF   | 06月01日（土） 〜 06月04日（火） | 小林泰正   | 62億7224万3500円（57億円） |
| 54 | 奈良       | ※※   |      | 06月06日（木） 〜 06月09日（日） | 大矢崇弘   | 34億3839万2600円（38億円） |
| 11 | 函館       | ※★L  |      | 06月06日（木） 〜 06月09日（日） | 阿部将大   | 36億5391万5500円（30億円） |
| 83 | 久留米     |      |      | 06月22日（土） 〜 06月25日（火） | 山崎賢人   | 59億6785万4000円（57億円） |
| 23 | 取手       |      | CF   | 06月27日（木） 〜 06月30日（日） | 吉田拓矢   | 60億5677万4300円（55億円） |
| 73 | 小松島     |      |      | 07月04日（木） 〜 07月07日（日） | 犬伏湧也   | 56億0603万5600円（52億円） |
| 85 | 佐世保     | ★★L  |      | 07月16日（火） 〜 07月18日（木） | 松本貴治   | 24億2699万6000円（27億円） |
| 51 | 福井       |      |      | 07月20日（土） 〜 07月23日（火） | 脇本雄太   | 47億8338万4000円（52億円） |
| 86 | 別府       | ★    |      | 07月25日（木） 〜 07月28日（日） | 阿部将大   | 50億8214万8100円（49億円） |
| 31 | 松戸       |      |      | 08月01日（木） 〜 08月04日（日） | 清水裕友   | 59億1114万8100円（55億円） |
| 75 | 松山       | ※※   |      | 08月08日（木） 〜 08月11日（日） | 新田祐大   | 43億9480万2800円（38億円） |
| 36 | 小田原     |      |      | 08月24日（土） 〜 08月27日（火） | 郡司浩平   | 54億0363万3700円（53億円） |
| 46 | 富山       |      |      | 08月29日（木） 〜 09月01日（日） | 古性優作   | 57億6449万8700円           |
| 54 | 京都向日町 |      |      | 09月05日（木） 〜 09月08日（日） | 脇本雄太   | 56億6239万3900円（54億円） |
| 43 | 岐阜       |      |      | 09月21日（土） 〜 09月24日（火） | 松浦悠士   | 52億7709万7200円（53億円） |
| 12 | 青森       |      |      | 09月26日（木） 〜 09月29日（日） | 佐々木眞也 | 52億2348万6100円（53億円） |
| 87 | 熊本       |      |      | 10月03日（木） 〜 10月06日（日） | 深谷知広   | 62億2229万2900円（52億円） |
| 34 | 川崎       | ※    |      | 10月11日（金） 〜 10月14日（月） | 福田知也   | 46億3942万4900円（45億円） |
| 86 | 別府       | ★L   |      | 10月11日（金） 〜 10月14日（月） | 大西貴晃   | 34億2010万6900円（33億円） |
| 27 | 京王閣     |      | R+男 | 10月26日（土） 〜 10月29日（火） | 犬伏湧也   | 56億7727万6600円（56億円） |
| 63 | 防府       |      | R+女 | 11月01日（金） 〜 11月04日（月） | 松本貴治   | 63億7887万6300円（58億円） |
| 48 | 四日市     | ★    | R+男 | 11月07日（木） 〜 11月10日（日） | 新山響平   | 51億8586万0300円（53億円） |
| 47 | 松阪       | ※※   |      | 11月14日（木） 〜 11月17日（日） | 芦澤辰弘   | 45億2180万4700円（43億円） |
| 44 | 大垣       |      |      | 11月30日（土） 〜 12月03日（火） | 坂井洋     | 65億8089万1900円           |
| 75 | 松山       |      |      | 12月05日（木） 〜 12月08日（日） | 松本貴治   | 55億0731万5400円（50億円） |
| 62 | 広島       |      | CF   | 12月12日（木） 〜 12月15日（日） | 松浦悠士   | 62億6701万3500円（55億円） |
| 85 | 佐世保     |      | AF   | 12月19日（木） 〜 12月22日（日） | 窓場千加頼 | 58億0802万0100円（53億円） |

## FI
| 場名 | タイトル                 | 日程                         | 優勝者   | 総売上           |
| ---- | ------------------------ | ---------------------------- | -------- | ---------------- |
| 平塚 | 大阪・関西万博協賛競輪   | 01月29日（月） 〜 31日（水） | 北井佑季 | 20億2512万0300円 |
| 静岡 | 第17回寺内大吉記念杯競輪 | 12月28日（土） 〜 30日（月） | 伊藤颯馬 | 59億8071万9200円 |

## FII
| 場名 | タイトル                               | 日程           | 優勝者   | 総売上 （ ）内は目標額                                       |
| ---- | -------------------------------------- | -------------- | -------- | ------------------------------------------------------------ |
| 松山 | ルーキーチャンピオンレース（NC） 123期 | 03月10日（日） | 篠田幸希 | 1億8323万3900円                                              |
| 高知 | スーパープロピストレーサー賞           | 05月26日（日） | 清水裕友 | 4億9068万9600円 全プロ記念総売上：33億5658万9800円（30億円） |

## GPメンバー・4日制以上のGI決勝進出者（34名）
- a北日本、b関東、c南関東 / D中部、E近畿、F中国、G四国、H九州
- 棄 ＝ 途中棄権、失 ＝ 失格、B ＝ 最終バックストレッチの先頭通過者
- 賞金 ＝ 取得賞金額順位でのGP出場
- * ＝ 本年度のS級S班（残り1名は深谷知広）

| 県  | 期  |             | 400 全日 選 | 400 ダー ビー | 400 高松 宮杯 | 400 オー ル | 400 親王 牌 | 400 競輪 祭 | 400 G P   |
|     |     |             | 差          | 差            | 捲            | 差          | 差          | 捲          | 差        |
| --- | --- | ----------- | ----------- | ------------- | ------------- | ----------- | ----------- | ----------- | --------- |
| c神 | 099 | 郡司浩平    | 1           | 丶            | 8             | 6           | 5 B         | 丶          | 4 ★       |
| F山 | 105 | 清水裕友*   | 2           | 6             | 丶            | 丶          | 丶          | 丶          | 2 （賞7） |
| c神 | 119 | 北井佑季    | 3           | 丶            | 1 B           | 丶          | 丶          | 丶          | 9 ★       |
| E大 | 100 | 古性優作*   | 4           | 3             | 3             | 1           | 1           | 丶          | 1 ★★      |
| c神 | 096 | 松谷秀幸    | 5           | 丶            | 丶            | 丶          | 丶          | 7           | 丶        |
| E大 | 088 | 南修二      | 6           | 丶            | 5             | 丶          | 丶          | 丶          | 丶        |
| a青 | 107 | 新山響平*   | 7 B         | 丶            | 6             | 3 B         | 8           | 丶          | 5 （賞8） |
| H佐 | 089 | 山田英明    | 8           | 丶            | 丶            | 丶          | 丶          | 丶          | 丶        |
| D三 | 090 | 浅井康太    | 9           | 丶            | 丶            | 丶          | 丶          | 4           | 丶        |
| b埼 | 087 | 平原康多    | 丶          | 1             | 丶            | 丶          | 丶          | 丶          | 8 ★       |
| c千 | 094 | 岩本俊介    | 丶          | 2             | 丶            | 丶          | 丶          | 丶          | 6 （賞9） |
| b茨 | 107 | 吉田拓矢    | 丶          | 4 B           | 丶            | 丶          | 丶          | 丶          | 丶        |
| b埼 | 098 | 武藤龍生    | 丶          | 5             | 丶            | 丶          | 丶          | 丶          | 丶        |
| b新 | 079 | 諸橋愛      | 丶          | 7             | 丶            | 丶          | 丶          | 丶          | 丶        |
| D岐 | 117 | 山口拳矢*   | 丶          | 8             | 丶            | 丶          | 丶          | 丶          | 丶        |
| c神 | 099 | 和田真久留  | 丶          | 丶            | 2             | 丶          | 丶          | 丶          | 丶        |
| b群 | 113 | 小林泰正    | 丶          | 9             | 4             | 丶          | 丶          | 丶          | 丶        |
| F山 | 080 | 桑原大志    | 丶          | 丶            | 7             | 丶          | 丶          | 丶          | 丶        |
| E井 | 094 | 脇本雄太*   | 丶          | 丶            | 9             | 丶          | 7           | 1 B         | 3 B ★     |
| E京 | 100 | 窓場千加頼  | 丶          | 丶            | 丶            | 2           | 丶          | 丶          | 丶        |
| c神 | 113 | 松井宏佑    | 丶          | 丶            | 丶            | 4           | 丶          | 丶          | 丶        |
| a島 | 078 | 佐藤慎太郎* | 丶          | 丶            | 丶            | 5           | 丶          | 丶          | 丶        |
| a秋 | 096 | 守澤太志    | 丶          | 丶            | 丶            | 7           | 丶          | 丶          | 丶        |
| a島 | 089 | 渡部幸訓    | 丶          | 丶            | 丶            | 8           | 6           | 丶          | 丶        |
| b栃 | 113 | 眞杉匠*     | 丶          | 丶            | 丶            | 9           | 丶          | 丶          | 7 （賞6） |
| c神 | 095 | 小原太樹    | 丶          | 丶            | 丶            | 丶          | 2           | 丶          | 丶        |
| F岡 | 095 | 河端朋之    | 丶          | 丶            | 丶            | 丶          | 3           | 丶          | 丶        |
| b群 | 115 | 佐々木悠葵  | 丶          | 丶            | 丶            | 丶          | 4           | 丶          | 丶        |
| E井 | 117 | 寺崎浩平    | 丶          | 丶            | 丶            | 丶          | 9           | 9           | 丶        |
| F広 | 098 | 松浦悠士*   | 丶          | 丶            | 丶            | 丶          | 丶          | 3           | 丶        |
| H長 | 082 | 荒井崇博    | 丶          | 丶            | 丶            | 丶          | 丶          | 5           | 丶        |
| E京 | 086 | 村上博幸    | 丶          | 丶            | 丶            | 丶          | 丶          | 8           | 丶        |
| G徳 | 119 | 犬伏湧也    | 丶          | 丶            | 丶            | 丶          | 丶          | 2           | （補欠）  |
| a城 | 091 | 菅田壱道    | 丶          | 丶            | 丶            | 丶          | 丶          | 6           | 丶        |

## 女子

### GP
出典：
| レース名               | 場名 | 日程           | 優勝者   | 売上            |
| ---------------------- | ---- | -------------- | -------- | --------------- |
| ガールズグランプリ2024 | 静岡 | 12月29日（日） | 石井寛子 | 9億2769万2200円 |

### GI
出典：
| レース名                      | 場名   | 日程                         | 優勝者            | 売上                                     |
| ----------------------------- | ------ | ---------------------------- | ----------------- | ---------------------------------------- |
| 第2回オールガールズクラシック | 久留米 | 04月26日（金） 〜 28日（日） | 児玉碧衣          | 3億7937万6200円 総売上：30億1413万9100円 |
| 第2回パールカップ             | 岸和田 | 06月11日（火） 〜 13日（木） | 石井貴子（106期） | 2億8327万9200円 総売上：12億7833万7800円 |
| 第2回競輪祭女子王座戦         | 小倉   | 11月19日（火） 〜 21日（木） | 佐藤水菜          | 3億2710万6300円 総売上：13億8373万7600円 |

### FII
出典：
| レース名                                        | 場名 | 日程                        | 優勝者     | 売上                                     |
| ----------------------------------------------- | ---- | --------------------------- | ---------- | ---------------------------------------- |
| ガールズケイリンコレクション2024 取手ステージ   | 取手 | 03月24日（日）              | 坂口楓華   | 01億9888万0500円                         |
| ガールズ フレッシュクイーン（GFQ） 122期・124期 | 高知 | 04月14日（日）              | 畠山ひすい | 01億0955万7900円                         |
| ガールズケイリンフェスティバル2024              | 松戸 | 07月13日（土）〜 15日（月） | 尾方真生   | 2億8899万7500円 総売上：08億9023万9900円 |
| 女子オールスター競輪                            | 平塚 | 08月13日（火）〜 15日（木） | 佐藤水菜   | 3億8776万6100円 総売上：10億5362万7600円 |

## 獲得賞金ランキング
- “2024年（1 月〜12 月）賞金取得上位30名一覧表（男子）” (PDF). KEIRIN.JP.  JKA (2025年1月6日). 2025年1月6日閲覧。
- “2024年（1 月〜12 月）賞金取得上位30名一覧表（女子）” (PDF). KEIRIN.JP.  JKA (2025年1月6日). 2025年1月6日閲覧。

## 死去
新聞など各種メディアで報じられた者のみを記載
- 02月22日 - 高原永伍（元競輪選手。神奈川・13期）、84歳没[230]。
- 04月28日 -  渡邉藤男（競輪選手。栃木・57期、A2）、57歳没[67][68]。
- 10月03日 - 矢村正（元競輪選手。熊本・26期）、74歳没[231]。